# Publio Valerio Flacco
Publio Valerio Flacco   (latino : Publius Valerius Flaccus) (fl. III secolo a.C.) è stato un politico romano.

## Biografia
Figlio di Lucio Valerio Flacco, fu eletto console nel 227 a.C., l'anno in cui il numero dei pretori fu elevato a quattro.
Nel 215 a.C. venne nominato praefectus classis ed allo stesso vennero affidate cinquantacinque navi, comprese le cinque navi che avevano trasportato i prigionieri macedoni, i quali avevano tentato di mettere in contatto Filippo V di Macedonia con Annibale (vedi Trattato tra Annibale e Filippo V di Macedonia). La flotta partì da Ostia a Taranto (dove imbarcarono i soldati di Varrone, posti sotto il comando di Lucio Apustio Fullone). Era destinata a proteggere il litorale della Puglia e a fare ricognizione lungo le coste orientali dell'Adriatico per controllare le mosse di Filippo.